# Carrie Johnson (piragüista)
Carrie Ann Johnson (San Diego, 16 de enero de 1984) es una deportista estadounidense que compitió en piragüismo en la modalidad de aguas tranquilas. Ganó dos medallas de oro en los Juegos Panamericanos de 2011.

## Palmarés internacional
| Juegos Panamericanos | Juegos Panamericanos | Juegos Panamericanos | Juegos Panamericanos |
| Año                  | Lugar                | Medalla              | Competición          |
| -------------------- | -------------------- | -------------------- | -------------------- |
| 2011                 | Guadalajara (México) | Medalla de oro       | K1 200 m             |
| 2011                 | Guadalajara (México) | Medalla de oro       | K1 500 m             |